# Amor, amor (álbum de Lolita)
Amor, Amor es el álbum debut de la cantante española Lolita. Lanzado en 1975 por el sello discográfico CBS Records. Contó con la producción de José Luis de Carlos. La canción más destacada del álbum es "Amor, amor", escrita por Paco Cepero y producida por José Luis de Carlos.

## Lista de Canciones
| Cara 1 |                       |                                      |          |  |
| N.º    | Título                | Escritor(es)                         | Duración |  |
| 1.     | «Amor, amor»          | Paco Cepero                          | 3:40     |  |
| 2.     | «Busca»               | Johnny Galvao • Luisa López          | 3:40     |  |
| 3.     | «Nuestra Noche»       | José Ruiz Venegas                    | 2:40     |  |
| 4.     | «Quién Lo Va A Saber» | José Ruiz Venegas                    | 4:08     |  |
| 5.     | «Saeta»               | Antonio Machado • Joan Manuel Serrat | 2:30     |  |
| 6.     | «Por Bulerías»        | José Ruiz Venegas                    | 1:30     |  |

| Cara 2 |                           |                                                    |          |  |
| N.º    | Título                    | Escritor(es)                                       | Duración |  |
| 1.     | «Qué Será De Mí»          | José Ruiz Venegas                                  | 4:00     |  |
| 2.     | «Ay Pena Penita»          | Antonio Quintero • Manuel Quiroga • Rafael de León | 3:30     |  |
| 3.     | «Lentamente»              | Óscar Gómez                                        | 4:35     |  |
| 4.     | «Con El Insinuante Mirar» | Ramón Cabrera                                      | 2:53     |  |
| 5.     | «Este Amor Que No Me Ama» | José Ruiz Venegas                                  | 3:40     |  |